# Bulbophyllum superfluum
Bulbophyllum superfluum là một loài phong lan thuộc chi Bulbophyllum.